# Radiactividad inducida

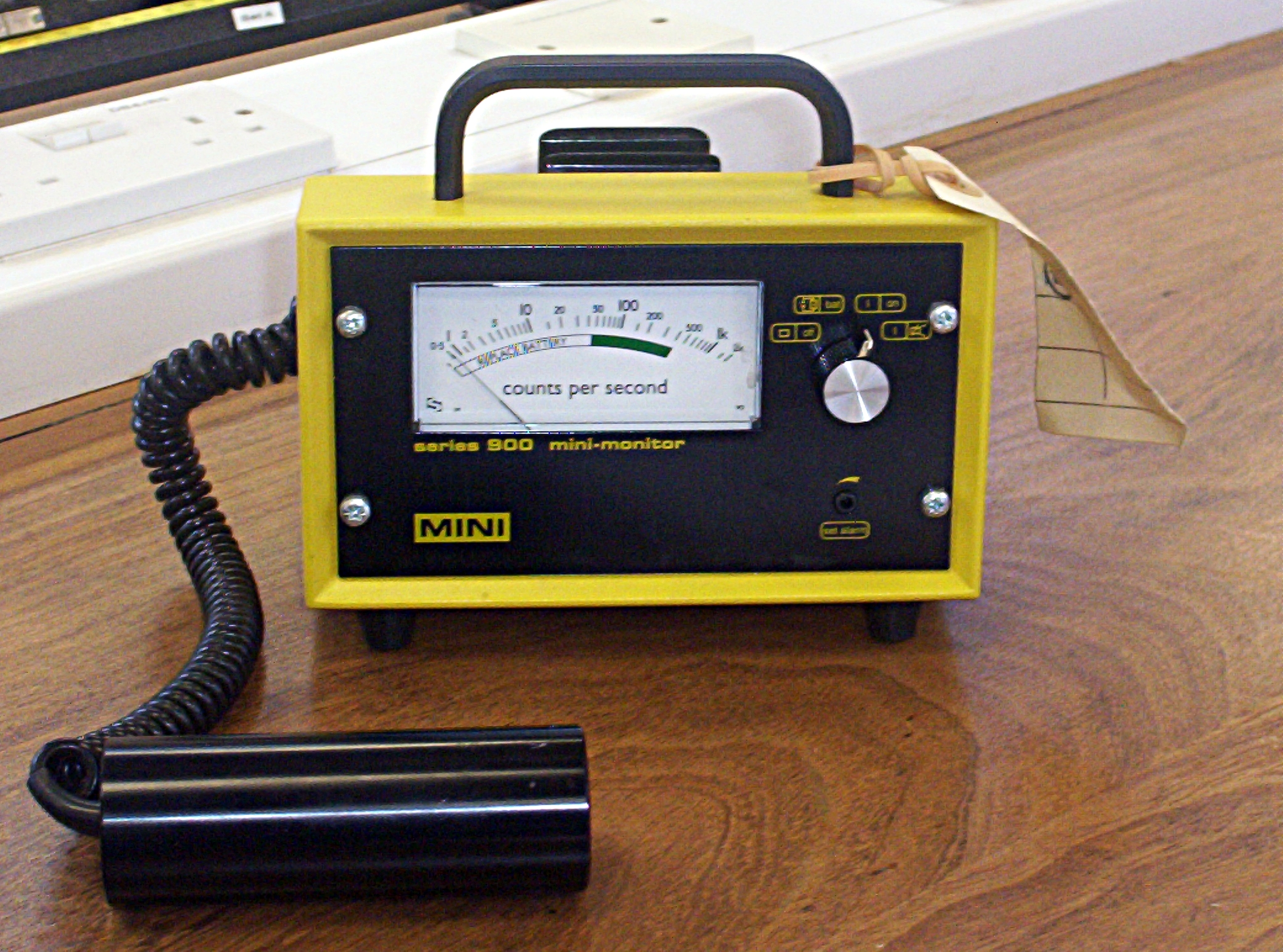
Contador Geiger, el nivel de radioactividad lo mide con Siverts, existen micro y mega Siverts, el Sivert más popular es el Mega Sivert (MSv)

La radiactividad inducida o radiactividad artificial se produce cuando un material estable se ha hecho radiactivo por exposición a cierta radiación. Si la energía de estas partículas tiene un valor adecuado, penetran el núcleo bombardeado y forman un nuevo núcleo que, en caso de ser inestable, se desintegra después de manera radioactiva.
Fue descubierta por los esposos Frédéric Joliot-Curie e Irène Joliot-Curie, bombardeando núcleos de boro y de aluminio con partículas alfa. Observaron que las sustancias bombardeadas emitían radiaciones después de retirar el cuerpo radiactivo emisor de las partículas de bombardeo. En 1934 Fermi se encontraba en un experimento bombardeando núcleos de uranio con los neutrones recién descubiertos. En 1938, en Alemania, Lise Meitner, Otto Hahn y Fritz Strassmann verificaron los experimentos de Enrico Fermi En 1939 demostraron que una parte de los productos que aparecían al llevar a cabo estos experimentos era bario. Muy pronto confirmaron que era resultado de la división de los núcleos de uranio, la primera observación experimental de la fisión en Francia. Jean Frédéric Joliot-Curie descubrió que, además del bario, se emiten neutrones secundarios en esa reacción, lo que hace factible la reacción en cadena.